# جيمس ك. بيتي
جيمس ك. بيتي (بالإنجليزية: James K. Beattie)‏ هو كيميائي أسترالي من جامعة سيدني وزميل منتخب في الجمعية الأمريكية لتقدم العلوم والجمعية الملكية للكيمياء.